# Cartas de Amarna

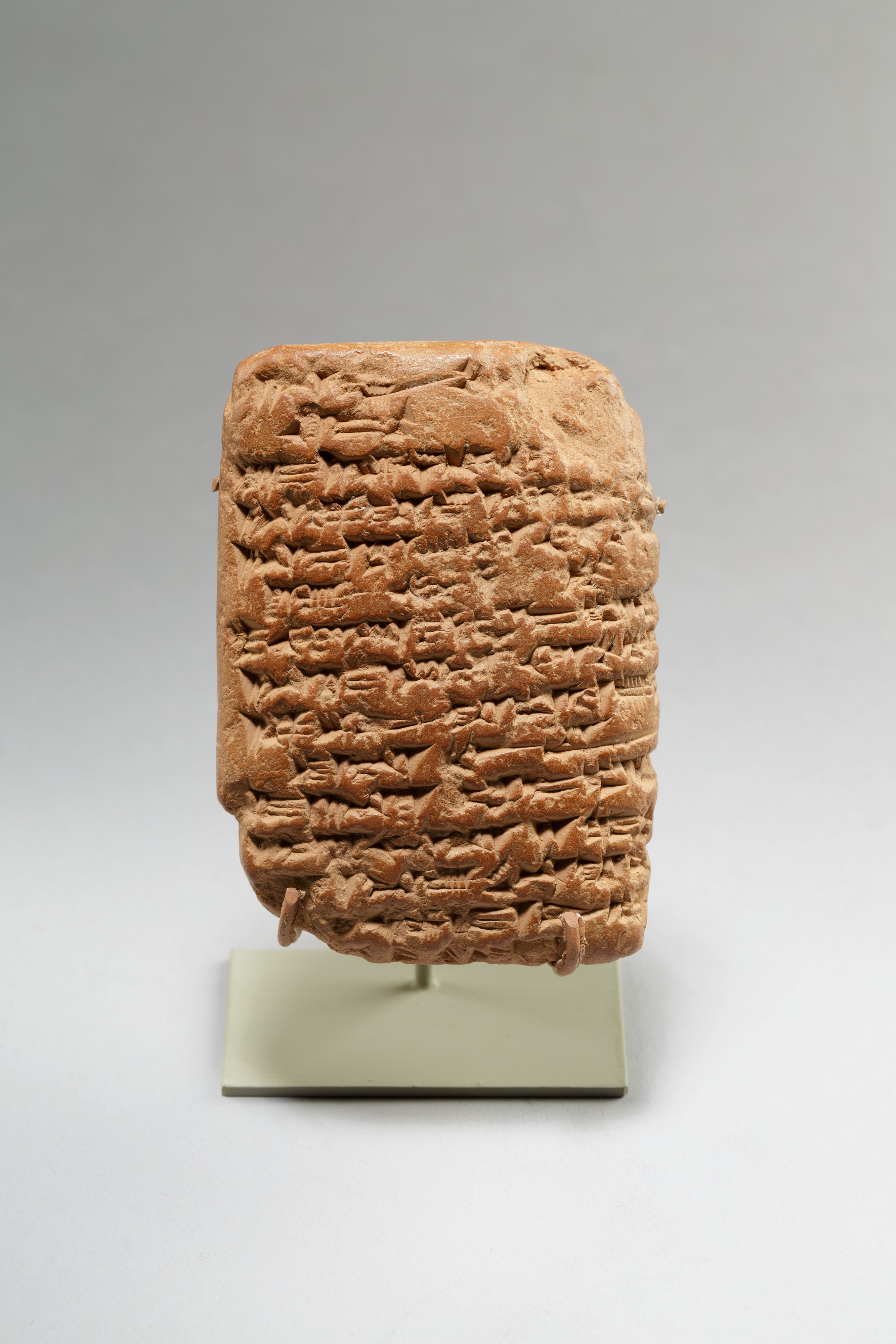
Uma das cartas de Amarna: de Assurubalite, rei da Assíria ao rei do Egito

Cartas de Amarna ou tabuinhas de Amarna é a designação dada a um conjunto de tabuinhas em escrita cuneiforme encontradas em Amarna, uma das várias capitais do Antigo Egito.  Eram parte do arquivo de correspondência do Egito com os seus reis vassalos e governadores em Canaã, abrangendo um período de aproximadamente trinta anos (c. 1360–1332 a.C.).  A correspondência diz respeito aos reinados de Amenófis III e de Amenófis IV (mais conhecido como Aquenáton), tendo sido escrita em acádico, língua diplomática da época.

## Descoberta
As primeiras cartas foram descobertas de forma acidental por uma aldeã egípcia no ano de 1887, enquanto remexia na terra na localidade Amarna, onde Aquenáton tinha mandado erguer uma nova capital (Aquetaton) para o Egito, abandonada ao fim de cerca de trinta anos de ocupação. Desconhecendo o seu valor, a mulher vendeu-as a um vizinho por uma quantia irrisória.
As tabuinhas acabaram por entrar no comércio das antiguidades, tendo sido inclusive declaradas como falsas pelo assiriólogo Jules Opert. Estima-se que cerca de duzentas cartas encontradas originalmente tenha sido destruídas por desconhecimento.
Em 1891, quando já se tinha entendido a importância das cartas, William Matthew Flinders Petrie inicia uma escavação arqueológica no palácio real de Amarna, à qual se seguiram as escavações da Deutsche Orientgessellschaft, entre 1911 e 1914, e da Sociedade de Exploração do Egito, entre 1921 e 1937.
A recolha hoje conhecida é composta por 379 tabuinhas. Em 1915 foi publicada a edição clássica de Jørgen Alexander Knudtzon, composta de 358 tabuinhas, completada pelas tabuinhas número 359 a 379 da edição de A.F. Rainey.
As tabuinhas encontram-se espalhadas por vários museus do mundo, como o Louvre, o Museu Egípcio do Cairo e o Museu Britânico. Mais de duzentas encontram-se no Vorderasiatischen Museum de Berlim.